# Girbelsrather Straße (Düren)

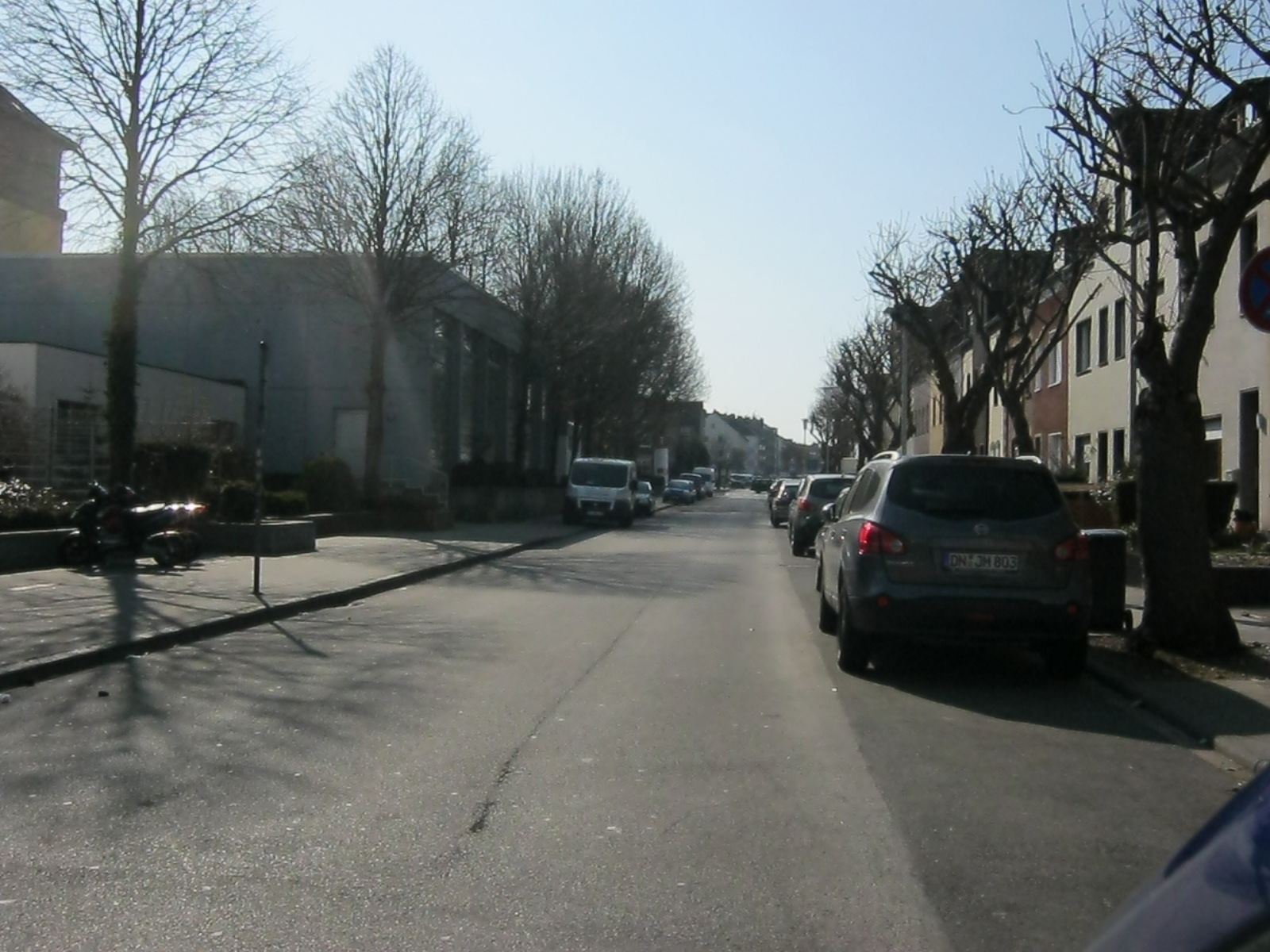

Die Girbelsrather Straße in der Kreisstadt Düren (Nordrhein-Westfalen) ist eine Innerortsstraße. Sie beginnt am Friedrich-Ebert-Platz und biegt sofort von der Binsfelder Straße in östliche Richtung ab. Sie führt in Richtung des Ortes Girbelsrath, woher sie auch ihren Namen hat. Parallel zu ihr verläuft die Kölner Landstraße. An der Girbelsrather Straße liegt die Heinrich-Böll-Gesamtschule.
Im Ersten Weltkrieg lag an der Girbelsrather Straße die Luftschiffhalle Düren.

## Geschichte
Die Straße heißt seit jeher Girbelrather Straße. Früher endete sie an der Yorkstraße, die Fortführung hieß Girbelsrather Weg. Erst 1905 beschloss der Stadtrat, den gesamten Straßenzug als Girbelsrather Straße zu bezeichnen. August Schoop bezeichnete einen Teil des Weges als Heerweg und Römerstraße.
Am Haus Girbelsrather Straße 35 ist eine Plakette angebracht, die auf den Stifter Rudolf Schenkel hinweist.